# Génie militaire
Pour les articles homonymes, voir Génie militaire (homonymie).
 (mars 2020).
Si vous disposez d'ouvrages ou d'articles de référence ou si vous connaissez des sites web de qualité traitant du thème abordé ici, merci de compléter l'article en donnant les références utiles à sa vérifiabilité et en les liant à la section « Notes et références ».
Le génie militaire (souvent abrégé en « le génie » lorsqu'il désigne « l’arme du génie » de la force armée terrestre d’un État) est l'ensemble des techniques d’attaque et de défense des places, des postes, et de construction des infrastructures nécessaires aux armées au combat. Le terme désigne par extension le corps des troupes de cette arme.
Un homme du génie, pionnier ou sapeur (aussi appelé ingénieur de combat), est un militaire spécialiste des techniques du génie militaire et de leur mise en œuvre dans des conditions de combat. Le génie militaire peut donc accomplir une grande variété de tâches dont des fortifications, constructions ou réparations de routes, de ponts, de voies de chemins de fer ou toute infrastructure de transport, pose ou destruction de champs de mines, etc. De manière plus générale, il doit permettre ou faciliter le mouvement ou le soutien aux forces armées et gêner le mouvement des forces ennemies.

## Par pays

### États-Unis
- Corps du génie de l'armée des États-Unis
- Seabee de l'US Navy

### Cameroun
Créé en 1962, installé au camp Bassa (Pk 10) sur l'ancienne route Douala-Édéa et dans plusieurs autres structures, le génie militaire du Cameroun assure à la fois des missions de défense et de service communautaire. Il compte environ 1 500 hommes. Depuis 2013, il est dirigé en 2019 par le colonel Jackson Kamgain.

Équipements présentés lors du défilé de la Fête nationale en 2019 à Douala.
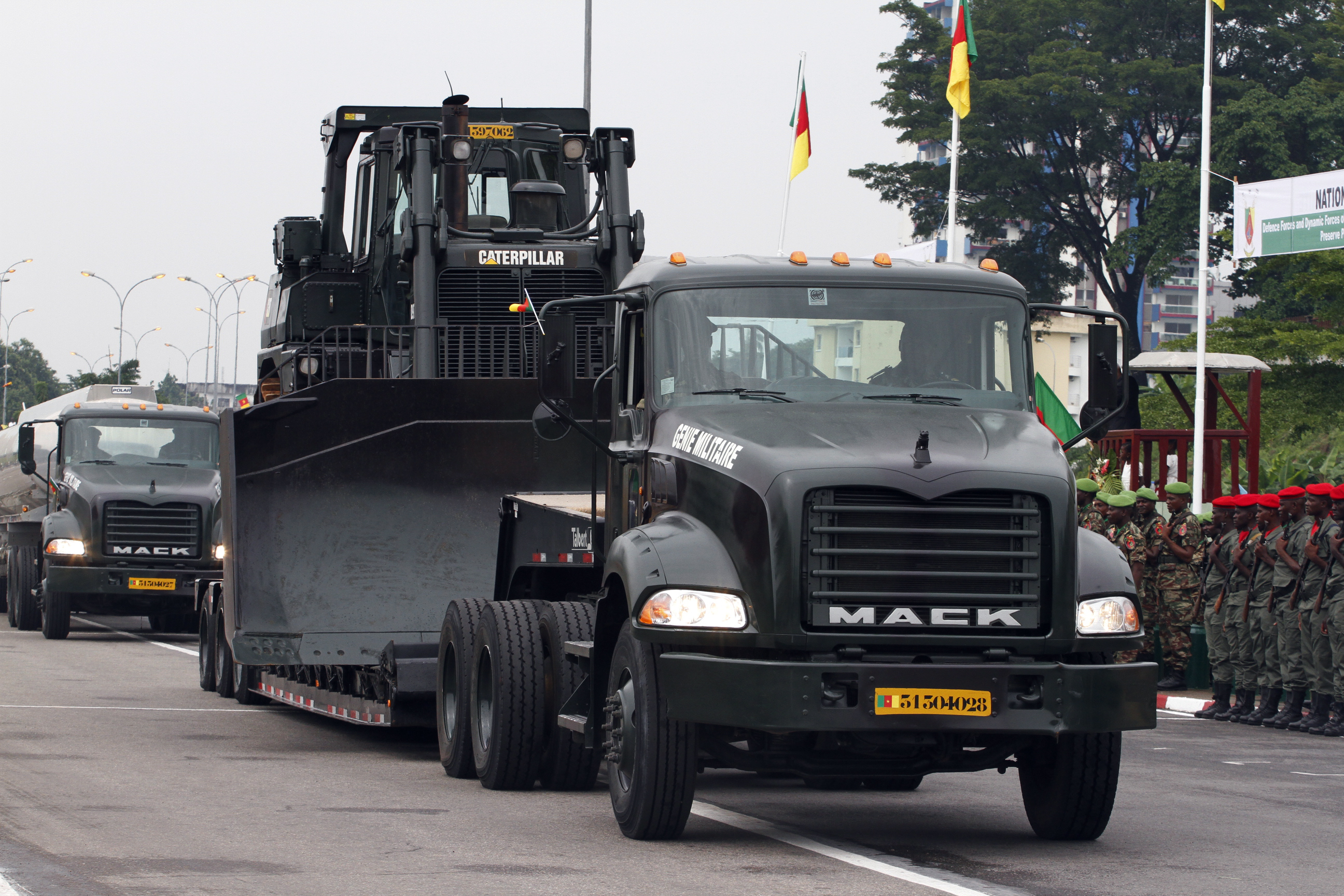
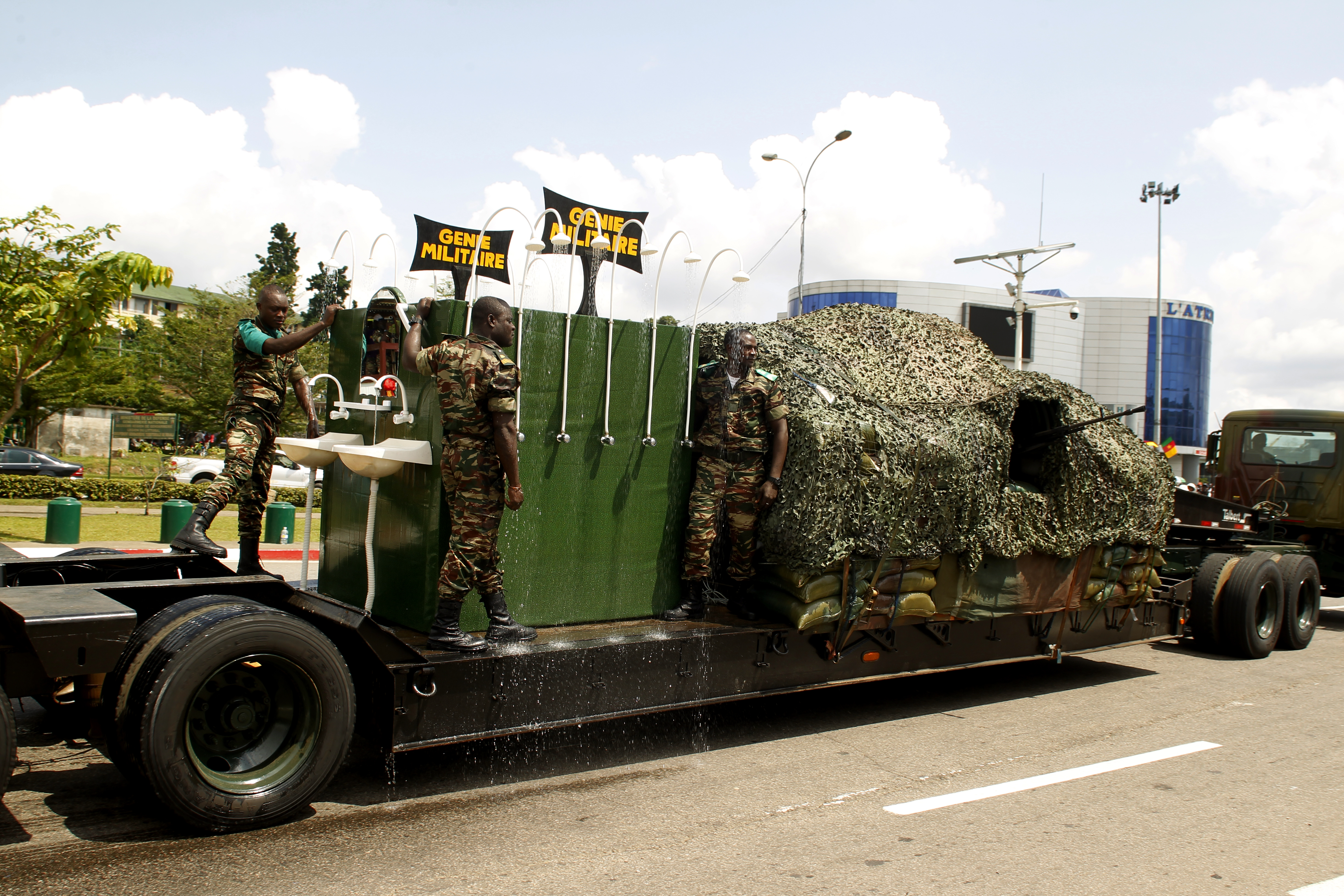
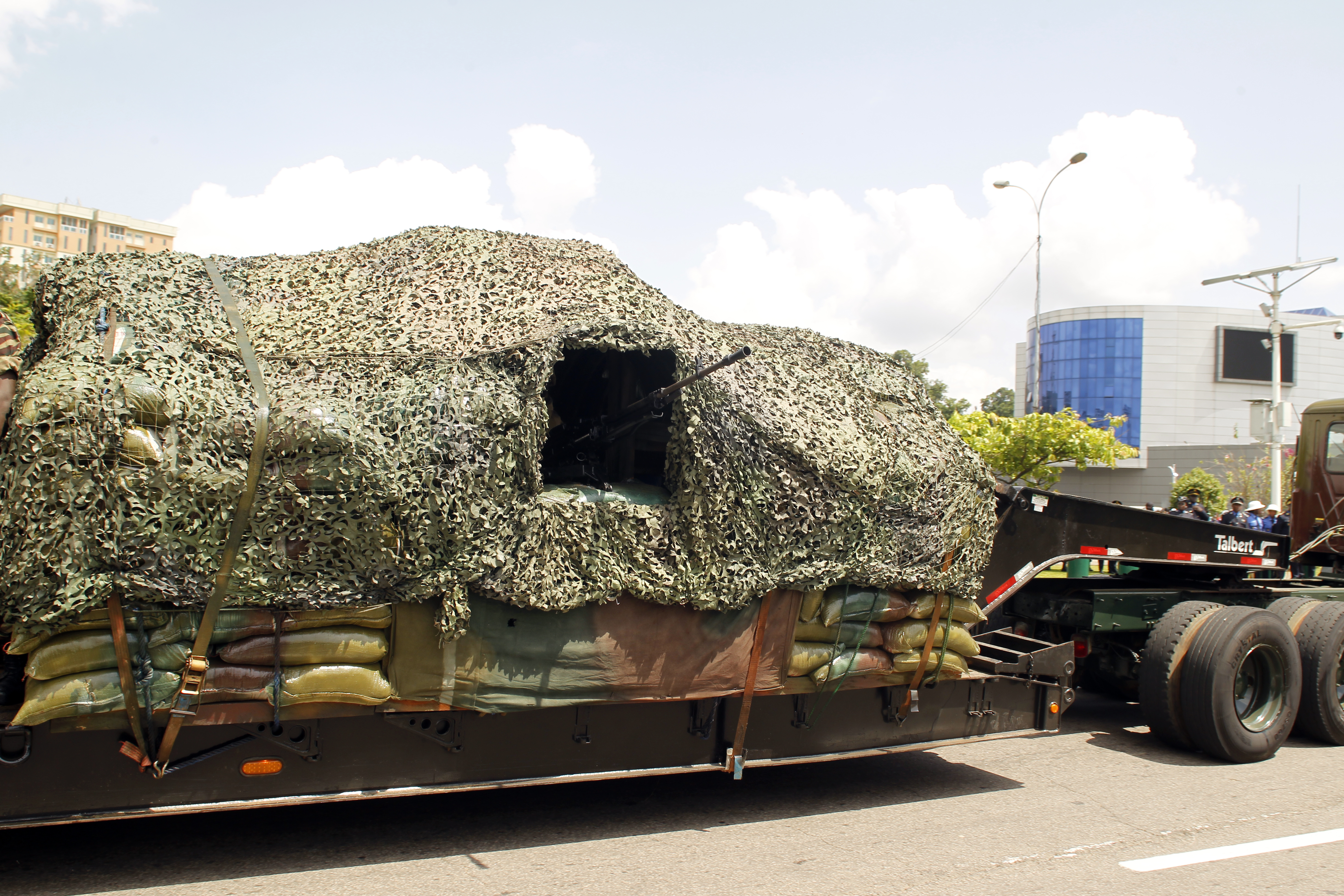
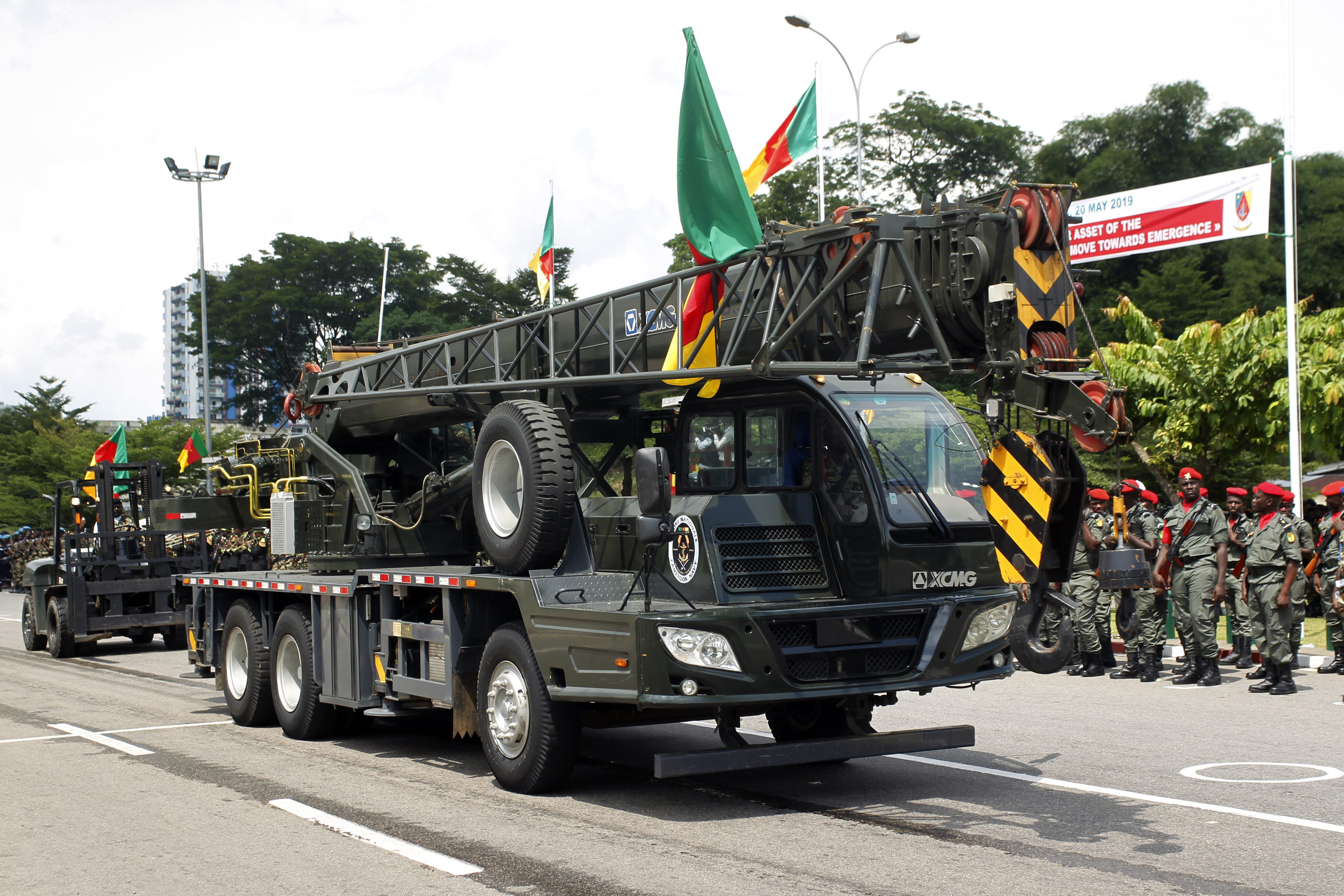
Un engin de la marque XCMG

## Histoire du génie militaire

### Pendant les guerres napoléoniennes

#### Royaume-Uni
Plus petite en effectif que les autres armées d'Europe, l’armée britannique dispose cependant d'un regroupement et d'une organisation particulièrement efficace de ses armes savantes : artillerie et génie.
Tout d'abord, ceux-ci ne dépendent pas du ministère de la Guerre (War Office) mais d'un conseil de l'Artillerie (Board of Ordnance) qui gère non seulement ces deux subdivisions de l'armée mais aussi la fabrication des armes, des munitions et du matériel pour l'armée de terre et la marine.
Ce Board of Ordnance est présidé par un master general qui a rang de ministre (similaire au grand maître de l’artillerie du royaume de France de la fin du Moyen Âge). Il a sous son commandement :
- l’artillerie : Royal Artillery et Royal Horse Artillery, Royal Artillery Drivers, Royal Foreign Artillery ;
- une Académie militaire pour la formation des officiers d’artillerie et du génie : Royal Military Academy ;
- un service de santé propre à l’artillerie et au génie : Ordnance Medical Department ;
- le service du génie.

Le service du génie se subdivise entre le corps des officiers : Royal Engineers, et les soldats dont l’appellation varie entre 1800 et 1815 : Royal Military Artificers en 1800, Royal Military Artificers or Sappers and Miners en 1812 puis Royal Sappers and Miners en 1813.
Les officiers (Royal Engineers) sont formés à la Royal Military Academy et, contrairement à beaucoup d'officiers britanniques nobles qui achètent simplement leur brevet et leur place dans l’armée, ceux-ci entrent comme cadets-gentilshommes (Gentlemen cadets) à 12 ans et gagnent leurs galons de sous-lieutenant en passant des examens. Cependant, les besoins de l’armée en effectifs de spécialistes augmentant, le recrutement se fait moins rigoureux. Ces officiers sont relativement peu nombreux et sont dispersés dans tous les contingents de l’armée britannique, que ce soit en Europe mais aussi dans toutes les colonies (en particulier aux Indes où l’armée de la Compagnie des Indes, qui est autonome, dispose aussi de ses propres « ingénieurs »).
En 1811, il y a 28 compagnies d'environ 100 hommes chacune, réparties aussi sur tous les théâtres d'opération. Sur le terrain, le travail de ces hommes est celui de contremaîtres faisant creuser le plus souvent des civils réquisitionnés (ou des esclaves aux colonies), sous la direction des officiers, dans un rôle d'ingénieur architecte.

#### Duché d'Anhalt et principautés de Lippe
Les soldats du génie du duché d'Anhalt et de la principauté de Lippe ont la même tenue que les grenadiers :
- habit de la troupe avec épaulettes, cordons, raquettes et plumet écarlates. Retroussis ornés de grenades roses. Dragonne écarlate ;
- insigne des sapeurs (grenade rouge sur des haches croisées blanches) sur les deux bras ;
- bonnet de fourrure noire sans plaque ni cul-de-singe à plumet, cordons et raquettes rouges ;
- tablier de cuir noir.

#### Royaume d'Espagne
C'est à la fin 1802, début 1803, que le corps de génie de l'armée espagnole, très fortement influencé par la France, est réorganisé par le Premier ministre Godoy. L'arme du génie s’illustra au cours des grands sièges subis par les villes espagnoles (voir les sièges de Saragosse et Tarragone).
On distingue un corps d’officiers ingénieurs du génie qui sont essentiellement dans les places fortes et qui s’occupent de l’instruction dans l'École du génie à l'Alcala de Henares et aussi des ouvres de construction militaires ou canaux de navigation dans les rivières.
L'uniforme était bleu turquin à la couleur tranchante rouge (1802) ou noir (1804 avec boutonnières argent, à chaque côté du collet une tour et le bouton d'argent les officiers ou en métal blanc la troupe, mais les passepoils blancs tous.[Quoi ?]
État-major du corps d'ingénieurs
Composé d'officiers seulement, leur grand uniforme est de fond vert avec revers, collet et parements (aussi les retroussis au petit-tenue) violets après 1803 (rouge avant), avec broderie de différentes largeurs selon le grade et boutons or le chapeau est noir galonné d’or avec plumet rouge. Le collet est orné de deux tours fortifiées dorées. Culotte blanche, gilet blanc et bottes à revers en campagne. Galons de grades pour les officiers supérieurs et épaulettes pour capitaines et subalternes, selon les habitudes de l’armée espagnole de l'ordonnance de 1768.
En septembre 1802, est créé le Régiment royal des sapeurs et mineurs à deux bataillons et comptant 8 compagnies de sapeurs et deux compagnies de mineurs. L'uniforme est de fond bleu turquin, de même que la culotte. Le gilet est blanc, le collet et les revers sont violets. Le collet est orné d’une tour fortifiée blanche, ou argentée pour les officiers. Par contre, les parements et les retroussis ainsi que le gilet sont écarlates. Passepoils, boutons et boutonnières sont blancs pour la troupe et argent pour les officiers, sauf les passepoils.
Le système des galons et des épaulettes est celui en vigueur dans l’Infanterie espagnole. Les soldats sont coiffés d’un casque à chenille avec une petite plaque de métal argenté et un plumet écarlate à gauche en grande tenue ; les tambours ont un habit aux couleurs inversées. Buffleteries blanches.

### Pendant la Première Guerre mondiale
Le génie était utilisé pendant la guerre des tranchées pour créer des galeries sous les lignes ennemis pour ensuite pouvoir les faire sauter par en dessous (sapes).

### Pendant la Seconde Guerre mondiale

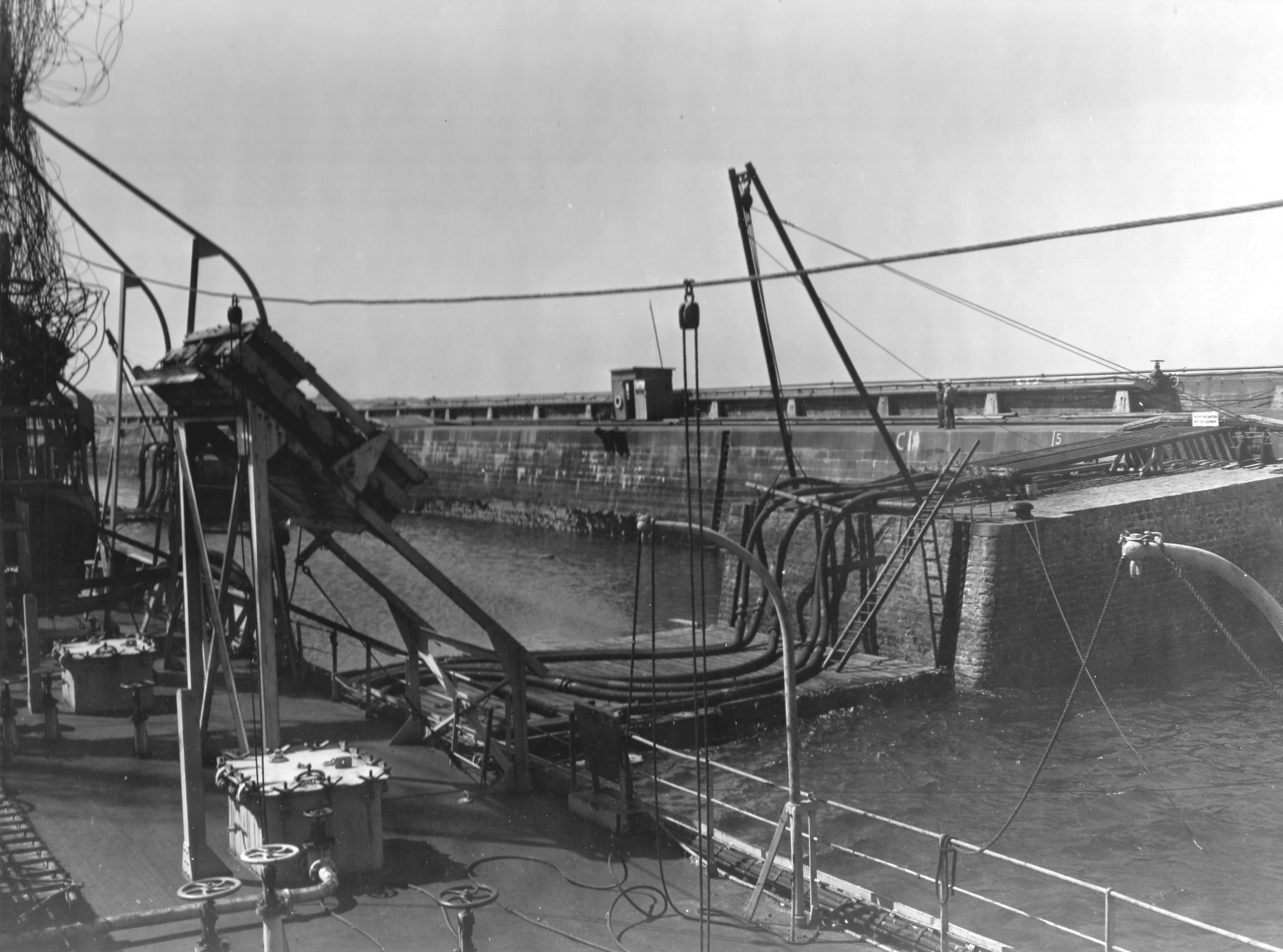
Déploiement des tubes HAMEL dans le cadre de l'opération P.L.U.T.O. devant la digue de Querqueville à Cherbourg

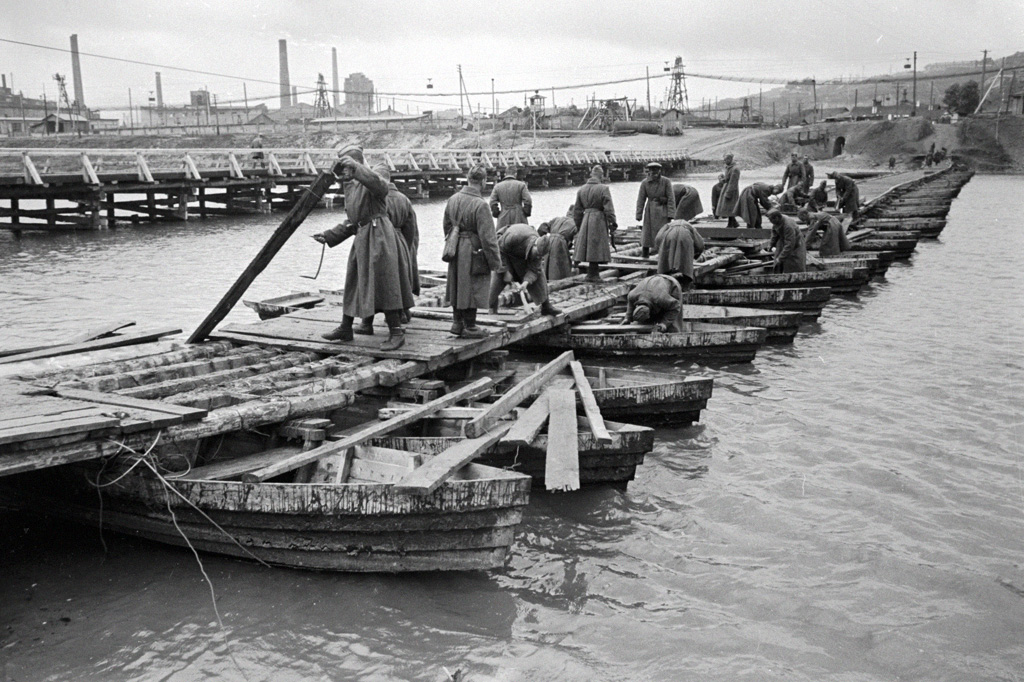
Création d'un pont
Photo Oleg Knorring (1943)

Les moyens militaires mis à disposition pour la Seconde Guerre mondiale assurent le développement du génie militaire. Des architectes étudient les moyens utilisables par des soldats équipés d'explosifs ou de bazookas pour trouver des points faibles des fortifications. Le pont Bailey, invention britannique utilisée à partir de 1943, démontable et transportable avec des moyens légers, était considéré par le général Eisenhower comme une des trois armes révolutionnaires du conflit avec le radar et le bombardier lourd. Les premiers véhicules ponts-mobiles apparaissent en 1944 car les Allemands avaient détruit 90 % des ponts français ; or les Alliés ont besoin d'une progression rapide et efficace, donc les 50 (environ) premiers camions ponts-mobiles (20 m maximum pour 50 tonnes possibles) sont construits et envoyés directement sur le front.
- Débarquement de Normandie
  - Hobart's Funnies, série de chars de la seconde guerre mondiale, précurseurs des engins de génie actuels.
  - Ports artificiels en Normandie
  - Opération PLUTO : approvisionnement en essence depuis l'île de Wight vers la Normandie jusqu'au Rhin.